# Kozlovský kopec
Kozlovský kopec – szczyt nazwany od wsi Kozlov leżącej pod nim, około 2,5 km na południowy zachód od miasta Česká Třebová. Na szczycie znajduje się schronisko rurystyczne z 1933, oferujące wyżywienie i noclegi. W pobliżu niej stoi od 2001 metalowy 55-metrowy przekaźnik z platformą widokową na wysokości 33 m, która umożliwia przy dobrej pogodzie widok na Karkonosze, Jesioniki i Žďárské vrchy.
Szczyt jest częstym miejscem wycieczkowym ludzi z okolic. W zimie są przy wystarczającej pokrywie śnieżnej na okolicznych łąkach są utrzymywane trasy narciarskie.